# Алтентрептов
Алтентрептов (њем. Altentreptow) град је у њемачкој савезној држави Мекленбург-Западна Померанија. Једно је од 69 општинских средишта округа Демин. Према процјени из 2010. у граду је живјело 5.984 становника. Посједује регионалну шифру (AGS) 13052003.

## Географија
Алтентрептов се налази у савезној држави Мекленбург-Западна Померанија у округу Демин. Град се налази на надморској висини од 15 метара. Површина општине износи 52,8 km².

## Становништво
У самом граду је, према процјени из 2010. године, живјело 5.984 становника. Просјечна густина становништва износи 113 становника/km².